# 伊塔伊
伊塔伊是巴西圣保罗州的一个市镇。总面积1112.267平方公里，总人口24093人，人口密度21.7人/平方公里。